# كارتل كالي
كارتل كالي (بالإسبانية: Cartel de Cali)‏ منظمة اجرامية مقرها في جنوب كولومبيا، حول مدينة كالي وإدارة فالي ديل كاوكا. ومؤسسوها الأخوين رودريغيز أوريجويلا، وغيلبرتو وميغيل، وخوسيه سانتاكروز لوندونو، المعروف أيضا باسم «تشيب». ولقد انفصلوا عن بابلو إسكوبار وشركائه في ميديلين في أواخر عقد الثمانينيات من القرن العشرين عندما انضم هيلمر هيريرا المعروف أيضا باسم «باتشو» إلى ما أصبح فيما بعد المجلس التنفيذي المؤلف من أربعة رجال يديرون المنظمة.